# شگ‌ماهیان رنگی
شگ‌ماهیان رنگی (از خانواده Dussumieridae یا ساردین Sardines
) نوعی از شگ‌ماهیان است که قاعده باله مخرجی آن بزرگ‌تر از قاعده باله پشتی است و دارای کیل شکمی فلس‌دار است. برای محافظت از خود در حالت آرایش دفاعی یک ماهی بزرگ قرار می‌گیرند. کیسه شنای این ماهی از جلو با معده و از پشت با مخرج ارتباط دارد.

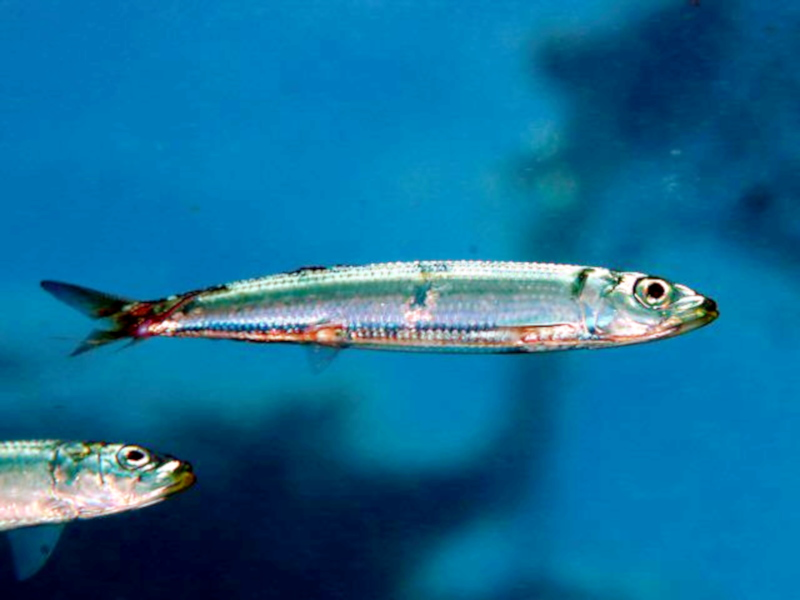

این جاندار دو سوپر ماکسیلار دارد و دارای دندان‌های قوی است (بر خلاف شگ‌ماهیان).